# Popoola Saliu
Popoola Saliu (Lagos, 7 agosto 1994) è un calciatore nigeriano, centrocampista del Rapide Oued Zem.

## Carriera

### Club
Nel 2012 viene tesserato dai francesi del Metz, che lo prelevano dai 36 Lions FC, formazione della massima serie nigeriana nella quale Saliu aveva militato l'anno precedente. Nella stagione 2012-2013 segna una rete in 12 presenze con la maglia della squadra riserve del Metz nella quarta serie francese; l'anno seguente gioca invece in quinta serie, segnando 2 reti in 24 presenze. Nel corso della stagione 2013-2014 fa inoltre il suo esordio con la prima squadra del Metz, con cui il 9 dicembre 2013 subentra dalla panchina nella partita di Coppa di Francia persa per 1-0 sul campo del Créteil.
Nell'estate del 2014 viene ceduto in prestito ai belgi del Seraing, militanti nella seconda divisione del campionato belga; nel corso della stagione 2014-2015 disputa una partita in Coppa del Belgio e 28 partite senza mai segnare in campionato, competizione nella quale i rossoneri arrivano quarti in classifica. Il suo prestito in Belgio viene prolungato anche per la stagione 2015-2016, durante la quale gioca un'ulteriore partita nella coppa nazionale belga e 23 partite in campionato, durante le quali segna anche 4 gol; a fine anno il Seraing arriva undicesimo in classifica, retrocedendo in terza serie.
Terminato il prestito in Belgio rimane svincolato; il 19 novembre 2016 viene tesserato dai marocchini dell'Ittihad Khémisset. Dal 2020 gioca al Wydad Fès, nella seconda divisione marocchina.

### Nazionale
Nel 2012 è stato convocato nella nazionale Under-20.
Ha partecipato ai Giochi Olimpici di Rio 2016, nei quali ha giocato 5 delle 6 partite disputate dalla nazionale nigeriana (una da titolare e 4 subentrando dalla panchina); al termine della manifestazione ha vinto la medaglia di bronzo dopo aver perso la semifinale contro la Germania ed aver sconfitto l'Honduras nella finale per il terzo posto.

## Palmarès

### Nazionale
- Bronzo olimpico: 1

Rio de Janeiro 2016